# Digitaria curvinervis
Digitaria curvinervis är en gräsart som först beskrevs av Eduard Hackel, och fick sitt nu gällande namn av Merritt Lyndon Fernald. Digitaria curvinervis ingår i släktet fingerhirser, och familjen gräs. Inga underarter finns listade i Catalogue of Life.